# Saffraanwever
De saffraanwever (Ploceus xanthops) is een zangvogel uit de familie Ploceidae (wevers en verwanten).

## Verspreiding en leefgebied
Deze soort komt voor van Gabon tot Angola, Oeganda, Kenia, Botswana en Mozambique.